# 太玄
《太玄》，又称《太玄经》、《扬子太玄经》或《玄经》，是西汉学者扬雄的一部著作，用来阐述他的哲学体系和宇宙论。《四库全书》中为避康熙皇帝的名讳，改称其为《太元经》。《新唐书·艺文志》作十二卷，《文献通考》作十卷。
《太玄》糅合了儒家、道家和阴阳家的学说。其首先从《老子》“玄之又玄”中概括出“玄”的概念，以玄为中心，按天地人三道的分类建立了一个形而上学体系。《太玄》认为一切事物从发展到旺盛到消亡都可分成九个阶段。
唐朝诗人李白的《侠客行》最后一句“白首太玄经”，即指此书。

## 与周易的比较
《太玄》的内容和体裁上都和《周易》有类似之处，所以在西方社會亦被稱為「另類易經」（The Alternative I Ching）。周易以阴阳双方的关系为主题，分为了两仪、四象、八卦、六十四重卦、三百八十四爻。太玄以天地人三方的关系为主题，分成一玄、三方、九州、二十七部、八十一家、七百二十九赞；另有玄首、玄测、玄冲、玄攡、玄错、玄莹、玄数、玄文、玄倪、玄图、玄告11篇说明。
《太玄》使用了「天、地、人」三方，跟《周易》傳統的「乾、坤」二元以外不同。以數制來說，《太玄》的一爻是三進制系統；《周易》的一爻則爲二進制系統。

## 構成
《太玄》的爻象由四個爻構成，由上至下稱爲方、州、部、家。
| 天 | 地 | 人 |

| 中 | 周 | 礥 | 閑 | 少 | 戾 | 上 | 干 | 𤕠 |
| 羨 | 差 | 童 | 增 | 銳 | 達 | 交 | 䎡 | 傒 |
| 從 | 進 | 釋 | 格 | 夷 | 樂 | 爭 | 務 | 事 |
| 更 | 斷 | 毅 | 裝 | 眾 | 密 | 親 | 斂 | 彊 |
| 睟 | 盛 | 居 | 法 | 応 | 迎 | 遇 | 竈 | 大 |
| 廓 | 文 | 禮 | 逃 | 唐 | 常 | 度 | 永 | 昆 |
| 減 | 唫 | 守 | 翕 | 聚 | 積 | 飾 | 疑 | 視 |
| 沈 | 内 | 去 | 晦 | 瞢 | 窮 | 割 | 止 | 堅 |
| 成 | 䦯 | 失 | 劇 | 馴 | 將 | 難 | 勤 | 養 |

## 口诀
《推玄筭》：

家　一置一，二置二，三置三。

部　一勿增，二增三，三增六。

州　一勿增，二增九，三增十八。

方　一勿增，二增二十七，三增五十四。

## Unicode編碼
《太玄經》使用了傳統的「乾、坤」二元以外的「天、地、人」三方，其象徵符號亦被收錄於Unicode編碼之內。當中，各個演化單位的代表符號的編碼如下：
- 單爻：
  - 以一條完整的直線（；U+268A ⚊）來代表「天」；
  - 以一條中間斷開一次的直線（；U+268B ⚋）來代表「地」；
  - 以一條中間斷開兩次的直線（；U+1D300 𝌀）來代表「人」。
- 二爻：U+1D301 到 U+1D305（𝌁、𝌂、𝌃、𝌄、𝌅），另加四個與易經相同的四象符號 U+268C 到 U+268F（⚌、⚍、⚎、⚏）。
- 四爻：U+1D306 到 U+1D356。

| 太玄经符号 Tai Xuan Jing Symbols[1][2] Unicode Consortium 官方碼表（PDF） |   |   |   |   |   |   |   |   |   |   |   |   |   |   |   |   |
|                                                                           | 0 | 1 | 2 | 3 | 4 | 5 | 6 | 7 | 8 | 9 | A | B | C | D | E | F |
| U+1D30x                                                                   | 𝌀 | 𝌁 | 𝌂 | 𝌃 | 𝌄 | 𝌅 | 𝌆 | 𝌇 | 𝌈 | 𝌉 | 𝌊 | 𝌋 | 𝌌 | 𝌍 | 𝌎 | 𝌏 |
| U+1D31x                                                                   | 𝌐 | 𝌑 | 𝌒 | 𝌓 | 𝌔 | 𝌕 | 𝌖 | 𝌗 | 𝌘 | 𝌙 | 𝌚 | 𝌛 | 𝌜 | 𝌝 | 𝌞 | 𝌟 |
| U+1D32x                                                                   | 𝌠 | 𝌡 | 𝌢 | 𝌣 | 𝌤 | 𝌥 | 𝌦 | 𝌧 | 𝌨 | 𝌩 | 𝌪 | 𝌫 | 𝌬 | 𝌭 | 𝌮 | 𝌯 |
| U+1D33x                                                                   | 𝌰 | 𝌱 | 𝌲 | 𝌳 | 𝌴 | 𝌵 | 𝌶 | 𝌷 | 𝌸 | 𝌹 | 𝌺 | 𝌻 | 𝌼 | 𝌽 | 𝌾 | 𝌿 |
| U+1D34x                                                                   | 𝍀 | 𝍁 | 𝍂 | 𝍃 | 𝍄 | 𝍅 | 𝍆 | 𝍇 | 𝍈 | 𝍉 | 𝍊 | 𝍋 | 𝍌 | 𝍍 | 𝍎 | 𝍏 |
| U+1D35x                                                                   | 𝍐 | 𝍑 | 𝍒 | 𝍓 | 𝍔 | 𝍕 | 𝍖 |   |   |   |   |   |   |   |   |   |
| 註釋 1.^ 依據 Unicode 15.0 2.^ 灰色區域表示未分配的碼位                   |   |   |   |   |   |   |   |   |   |   |   |   |   |   |   |   |

須注意的是，Unicode文件對《太玄經》卦爻的名稱有誤，它把「人」爻的英文名稱錯譯為“earth”（即「地」）而非“human、man、person”等解作人的字詞，而「天」和「地」亦只沿用《易經》「陽」和「陰」的二元稱呼。雖然已有專家發現問題並要求更正，但後來的Unicode官方文件只是加註了普通話拼音“ren”及說明“usually associated with human (Chinese rén), rather than earth (Chinese dì)”（通常關聯作「人」而非「地」），卻仍不更正“Monogram for earth”這錯誤命名。